# Digital Surf
Digital Surf est la société éditrice du logiciel d'analyse des surfaces microscopiques Mountains.
Mountains est vendu par Digital Surf (produits MountainsMap, MountainsSEM, MountainsSPIP), mais surtout diffusé par une cinquantaine de fabricants internationaux de profilomètres et de microscopes dans le monde sous leur propre marque,,,,,.

## Historique

### 1989, des débuts comme petit constructeur d'instruments
Digital Surf est fondée en 1989 à Besançon. L'entreprise collabore avec le Laboratoire de Métrologie des Interfaces Techniques de l'Université de Besançon (FEMTO-ST), ce qui lui permet de proposer assez vite une gamme de profilomètres tridimensionnels mécaniques et optiques. Les deux premiers instruments sont livrés en 1990 à Renault et L'Oréal. En 2009, Digital Surf et le Laboratoire national de métrologie et d'essais mettent au point ensemble un instrument de précision absolue nanométrique destiné à raccorder les étalons de rugosité utilisés sur le sol français.

### 1992, premiers composants
En 1992, Digital Surf, bien que positionnée sur les instruments complets, accepte de fournir certains de ses propres composants logiciels à un autre fabricant, la société anglaise Taylor Hobson : ce sera la naissance des produits TalyMap (version Macintosh et MS-DOS pour commencer), puis TalyProfile (MS-DOS).

### 1994, partenariat avec Renault
Digital Surf élabore avec Renault un appareil portable à caméras pour la mesure objective de la qualité des peintures, le VisioPaint. L'appareil, qui évalue la profondeur (« DOI ») de la peinture et sa tension (contrôle de la « peau d'orange ») équipera toutes les chaînes de peinture de Renault et de ses sous-traitants dans le monde.

### 1996, naissance de Mountains et internationalisation
À partir de 1996, Digital Surf fusionne l'ensemble des fonctionnalités de ses logiciels pour Macintosh (DigiSurface) et pour MS-DOS (DigiProfil) dans une nouvelle plate-forme sous Windows 95. Ce sera le début de "Mountains", qui suivra les évolutions de Windows année après année .
L'arrivée d'une offre sur Windows permet à Digital Surf d'accentuer son virage des instruments vers les composants. Elle lui permet de devenir en quelques années le fournisseur de plusieurs fabricants connus d'instruments dans différents pays (KLA-Tencor, Agilent Technologies, Nikon, Zeiss, ou Leica Microsystems), ce qui a pour effet secondaire de réorienter l'entreprise vers l'export,,,.
En parallèle, Digital Surf devient un contributeur à la mise en place de nouvelles normes d'état de surface, en représentant notamment la France auprès de l'ISO pour la mise au point de la nouvelle norme internationale ISO 25178 dont le but est d'étendre au 3D les paramètres d'état de surface 2D utilisés par toute l'industrie mécanique depuis des décennies,,,,,,,,.

### à partir de 2004, acteur du développement économique régional
En 2004, l'entreprise devient l'un des 6 membres industriels fondateurs du Pôle des Microtechniques, un Pôle de compétitivité qui regroupe en 2010, 106 adhérents dont 72 entreprises.
En 2006, Digital Surf participe à la fondation et héberge l'antenne Franc-Comtoise de Réseau Entreprendre, une association reconnue d'utilité publique d'aide à la création d'entreprise[source insuffisante].

### 2009, recentrage sur le logiciel
Après une tentative infructueuse d'essaimage de l'activité instruments en  perte de vitesse, l'entreprise prend un virage historique :
- en cessant la fabrication d'instruments complets, elle tourne le dos à son métier historique ;
- elle décide de se consacrer entièrement aux logiciels d'analyse.

### 2014, développement externe vers la microscopie en champ proche
En juillet 2014, Digital Surf absorbe l'entreprise danoise Image Metrology, spécialiste du logiciel d'analyse d'images pour les Microscopes à Force Atomique. Le logiciel "SPIP" (acronyme de "Scanning Probe Image Processor") développé par Image Metrology est intégré à la plateforme Mountains de Digital Surf à partir de la version 8.0. À la suite de cette fusion, la version de Mountains dédiée aux Microscopes à Force Atomiques prend le nom de MountainsSPIP,.

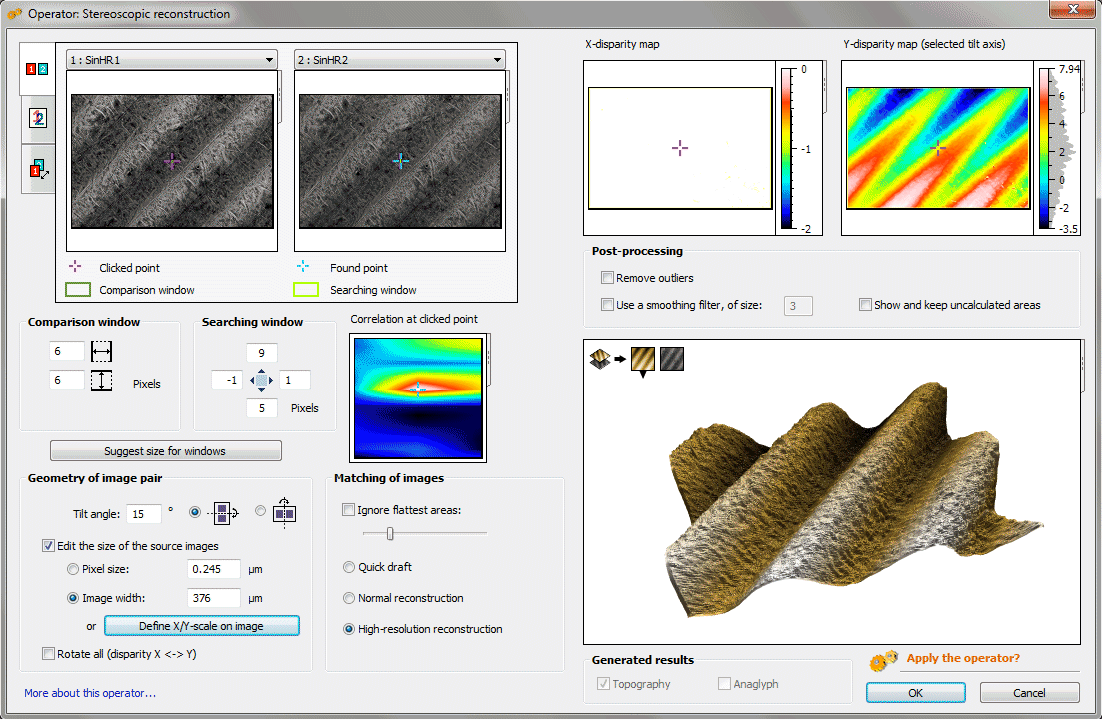
Reconstruction en 3D par le logiciel MountainsSEM d'un objet métallique (cale étalon de rugosité de 3 µm d'amplitude) à partir de deux vues décalées de 15 degrés en microscopie électronique

### 2017, développement en microscopie électronique
Avec la version 7 de Mountains, Digital Surf se lance sur le marché des Microscopes Electroniques à Balayage (MEB) et se fixe pour mission de "faire passer leurs images du 2D noir et blanc au 3D couleur".
Grâce à cette nouvelle version de Mountains, Digital Surf signe en 2017 des accords avec les principaux fabricants de microscopes électroniques (JEOL, Hitachi, Thermo Fisher Scientific Zeiss...) pour son produit MountainsSEM.
Les images du logiciel MountainsSEM font la première page de la revue américaine Microscopy Today de la Société Américaine de Microscopie en Mai 2018.

## Produits
L'entreprise propose une gamme de logiciels d'analyse des surfaces microscopiques dont le cœur est l'analyse de la topographie, ou étude du relief dans un espace rectangulaire. La gamme est organisée par famille d'instruments :
- MountainsMap, pour les profilomètres à pointe ou optiques (rugosimètres 2D, profilomètre à stylet, profilomètres optiques à balayage, microscope confocal, interféromètre en lumière blanche, profilomètre à focalisation dynamique...)[33]
- MountainsSEM, pour les microscopes électroniques à balayage (MEB)[29]
- MountainsSPIP, pour les microscopes à sonde locale (microscope à force atomique (AFM), microscope à effet tunnel (STM)...)[34]

Le logiciel Mountains est diffusé principalement par les fabricants de ces instruments, qui l'intègrent en tant que sous-ensemble OEM ,.
- L'entreprise propose également le logiciel Mountains à la vente directe aux utilisateurs possédant déjà un instrument[36],[37].

## Applications des logiciels de micro-analyse des surfaces
Le succès de Digital Surf au niveau mondial s'explique par le grand nombre d'activités industrielles ou d'objets utilisés chaque jour exigent une maîtrise parfaite du relief microscopique, :

### Santé
- Mesure de l'usure provoquée sur les dents par les abrasifs contenus dans les dentifrices
- Contrôle de la forme et de la non-rugosité de prothèses de hanches (fluidité du contact)
- Mesure de l'efficacité des cosmétiques (anti-rides, anti-acnéiques, produits contre la cellulite, coloration des dents...) [40],[41],[42],[43],[39]
- Mesure de la vitesse de cicatrisation et de l'efficacité des traitements accélérateurs de cicatrisation[44].
- Contrôles dimensionnels avec une précision de quelques micromètres pour la fabrication de sondes ultra-son pour l'échographie

### Gravure et Imprimerie
- Mesure de l'épaisseur d'encre sur les timbres-poste (quelques micromètres d'épaisseur d'encre en plus ou en moins sur des milliards de timbres fabriqués chaque année représentent un coût important)
- Mesure de la rugosité des billets de banque et de tickets de parking (elle doit être suffisante pour permettre la préhension par les distributeurs automatiques)[39],[8]
- Mesure de l'usure des moules permettant de graver un motif de simili-cuir sur les tableaux de bord des véhicules
- Contrôle de la taille du relief anti-reflet (aspect sablé) présent sur la plupart des objets en plastique (ordinateurs, téléphones, accessoires pour l'automobile, mobilier de bureau, etc.)

### Histoire
- Mesure de la profondeur de rayure sur des os humains préhistoriques dans le but d'étudier l'hypothèse d'un cannibalisme[45].
- Analyse de la tridimensionnalité du linceul de Turin[46],[47]

### Automobile, Métallurgie
- Mesure de la rugosité des tôles de carrosserie (avec une rugosité trop faible, l'adhérence de la peinture est insuffisante, avec une rugosité trop forte elle présentera un défaut d'aspect).
- Contrôle de la forme exacte des cages pour les roulements à billes
- Contrôles dimensionnels des capteurs (présence/absence du passager, pluie, pression...)
- Analyse du relief microscopique du cylindre des moteurs en vue de prévoir les débris dus au rodage et la qualité de la lubrification du piston
- Observation de la composition fine des alliages[48].

### Électrotechnique
- Contrôles de la planéité de pièces métalliques établissant le passage du courant alimentant une locomotive électrique (si la planéité n'est pas garantie à quelques micromètres, la pièce fond)
- Contrôle au micromètre de planéité de radiateurs pour les transistors de puissance

### Micro-électronique
- Contrôle des gravures sur silicium pour les puces des ordinateurs (dimension critique, rugosité des bords) [10]

### Nanotechnologies
- Mesure de profondeur de gravure pour des composants optiques ultra-rapides en niobate de lithium pour les télécoms (Internet)